# Pseudofeltria multipora
Pseudofeltria multipora är en kvalsterart som beskrevs av Cook 1955. Pseudofeltria multipora ingår i släktet Pseudofeltria och familjen Pionidae. Inga underarter finns listade i Catalogue of Life.